# 柯文福
柯文福（1934年—2010年3月31日），臺灣的政治人物，出身於屏東縣。曾任屏東縣縣長，臺灣省政府委員、中華民國僑務委員會副委員長。女兒為國民黨不分區立法委員柯志恩。

## 經歷
昭和九年（1934年），柯文福出生於日治臺灣高雄州東港郡新園庄（今屏東縣新園鄉烏龍村），三歲時舉家遷移至今屏東縣潮州鎮。1958年自臺灣師範大學教育系畢業，並在屏東中學服務。柯文福妻子羅純香出身崁頂鄉港東村望族羅家，羅家因遠洋漁業致富，成員包括前立法委員羅傳進、羅世雄及國際青年商會中華民國總會會長羅傳地等人。羅純香堂兄羅燦醫師是前內政部部長、前屏東縣長張豐緒的三姊夫，也因這層關係，柯文福與屏東張派交好。1964年籌建屏東縣潮州初級中學（今屏東縣立潮州國民中學），後擔任中正國中校長。
1972年柯文福受中國國民黨徵召參選屏東縣縣長，當選接班張豐緒，兩任九年期間內完成了高屏、雙園及里港三座大橋，教育出身的他也修建了孔廟（今屏東書院）。1981年屏東縣長職務任滿後，曾任台灣省政府委員，1984年到中央任職，任僑委會副委員長，後來擔任財團法人海華文教基金會創會董事、副董事長及董事長等職。2010年3月31日，柯文福逝世，4月14日在臺北舉行公祭後火化。